# Шестовский, Ким Фёдорович
Ким Фёдорович Шестовский (род. 1935, д. Левки Оршанского района Витебской области, БССР) — советский и белорусский живописец, член Белорусского союза художников с 1979 года. Его творчество занимает заметное место в белорусской классической живописи второй половины XX — начала XXI века, отличаясь глубоким лиризмом, философским осмыслением действительности и виртуозным владением живописной техникой.

## Биография и образование
Ким Шестовский родился в 1935 году в небольшой деревне Левки на Оршанщине.
В 1965 году он окончил Белорусский театрально-художественный институт (ныне Белорусская государственная академия искусств).
С 1979 года Ким Шестовский является членом Белорусского союза художников.

## Художественный стиль и основные темы
Творчество Кима Фёдоровича Шестовского характеризуется композиционной выверенностью, безупречной техникой исполнения и особой атмосферой просветлённого романтизма и духовной возвышенности.
Одной из центральных тем в творчестве Шестовского является белорусская природа.
Знаковым и часто повторяющимся в живописи Шестовского является образ таинственного корабля под парусами. Этот мотив выступает не просто как элемент морского пейзажа, а как многозначный символ, олицетворяющий мечту о вечной гармонии, стремление к идеалу, путешествие души и философские размышления о смысле бытия. При этом, несмотря на романтические и символические элементы, картины живописца монументально воплощают и темы окружающей жизни, показывая неразрывную связь человека с природой и его место в ней.
Искусствоведы отмечают не только высокий профессиональный уровень Шестовского, но и его стремление к философскому обобщению увиденного.

## Выставки и коллекции
Произведения Кима Фёдоровича Шестовского хранятся в:
- Национальном художественном музее Республики Беларусь.
- Фондах Белорусского союза художников — коллекции, формируемой из работ ведущих мастеров республики.
- Национальном центре современных искусств Республики Беларусь.